# Concerto pour violoncelle de Schönberg
Pour les articles homonymes, voir Concerto pour violoncelle (homonymie).
Le Concerto pour violoncelle en ré majeur est un concerto d'Arnold Schönberg. Composé en 1932 d'après le concerto pour clavecin de Georg Matthias Monn et dédié à Pablo Casals, il est créé le 7 novembre 1935 par Emanuel Feuermann et l'Orchestre philharmonique de Londres dirigé par Sir Thomas Beecham.

## Structure
1. Adagio moderato
2. Adagio, alla marcia
3. Tempo di minuetto

- Durée d'exécution: seize minutes

## Discographie sélective
- Yo-Yo Ma violoncelle avec l'Orchestre symphonique de Boston dirigé par Seiji Ozawa CBS